# Lista de municípios de São Paulo por IDH-M
Esta é uma lista de municípios do estado brasileiro de São Paulo por Índice de Desenvolvimento Humano (IDH), segundo dados do Programa da Nações Unidas para o Desenvolvimento (PNUD) datados do ano 2010. De acordo com os dados de 2010, o município com o maior Índice de Desenvolvimento Humano no estado de São Paulo era São Caetano do Sul, com um índice de 0,862 (considerado muito alto), e o município com o menor índice foi Ribeirão Branco, com um índice de 0,639 (considerado médio). De todos os municípios do estado, 24 municípios registraram um IDH muito alto, enquanto 556 apresentaram um IDH alto, 61 IDH médio, e nenhum município IDH baixo ou muito baixo.
O cálculo do índice é composto a partir de dados de expectativa de vida ao nascer (IDH-L), educação (IDH-E), e PIB em Paridade do Poder de Compra per capita (IDH-R) recolhidos em nível nacional ou regional, e possui o objetivo de medir o padrão de vida. O índice foi desenvolvido em 1990 pelos economistas Amartya Sen e Mahbub ul Haq, e vem sendo usado desde 1993 pelo Programa das Nações Unidas para o Desenvolvimento (PNUD).
O Índice de Desenvolvimento Humano varia de 0 até 1, e nesta lista é dividido em cinco categorias: IDH muito alto (0,800 – 1,000), IDH alto (0,700 – 0,799), IDH médio (0,600  0,699), IDH baixo (0,500 – 0,599) e IDH muito baixo (0,000 – 0,499).

Mapa do índice de desenvolvimento humano dos municípios de São Paulo.Legenda:
Muito alto (24 municípios)
Alto (556 municípios)
Médio (61 municípios)
Baixo (nenhum município)
Muito baixo (nenhum município)

|                   | Município                  | Dados de 2010    | Dados de 2010    | Dados de 2010    | Dados de 2010    |
| IDH municipal     | Município                  | IDH renda        | IDH longevidade  | IDH educação     |                  |
| IDH-M muito alto  | IDH-M muito alto           | IDH-M muito alto | IDH-M muito alto | IDH-M muito alto | IDH-M muito alto |
| ----------------- | -------------------------- | ---------------- | ---------------- | ---------------- | ---------------- |
| 1º                | São Caetano do Sul         | 0,862            | 0,891            | 0,887            | 0,811            |
| 2º                | Águas de São Pedro         | 0,854            | 0,849            | 0,890            | 0,825            |
| 3º                | Santos                     | 0,840            | 0,861            | 0,852            | 0,807            |
| 4º                | Jundiaí                    | 0,822            | 0,834            | 0,866            | 0,768            |
| 5º                | Valinhos                   | 0,819            | 0,848            | 0,850            | 0,763            |
| 6º                | Vinhedo                    | 0,817            | 0,840            | 0,878            | 0,739            |
| 7º                | Araraquara                 | 0,815            | 0,788            | 0,877            | 0,782            |
| 7º                | Santo André                | 0,815            | 0,819            | 0,861            | 0,769            |
| 9º                | Santana de Parnaíba        | 0,814            | 0,876            | 0,849            | 0,725            |
| 10º               | Ilha Solteira              | 0,812            | 0,786            | 0,871            | 0,782            |
| 11º               | Americana                  | 0,811            | 0,800            | 0,876            | 0,760            |
| 12º               | São José dos Campos        | 0,807            | 0,804            | 0,855            | 0,764            |
| 13º               | Presidente Prudente        | 0,806            | 0,788            | 0,858            | 0,774            |
| 14º               | São Bernardo do Campo      | 0,805            | 0,807            | 0,861            | 0,752            |
| 15º               | São Paulo                  | 0,805            | 0,843            | 0,855            | 0,725            |
| 16º               | Assis                      | 0,805            | 0,771            | 0,865            | 0,781            |
| 17º               | Campinas                   | 0,805            | 0,829            | 0,860            | 0,731            |
| 18º               | São Carlos                 | 0,805            | 0,788            | 0,863            | 0,766            |
| 19º               | Rio Claro                  | 0,803            | 0,784            | 0,862            | 0,766            |
| 20º               | Bauru                      | 0,801            | 0,800            | 0,854            | 0,752            |
| 21º               | Pirassununga               | 0,801            | 0,789            | 0,884            | 0,736            |
| 22º               | Taubaté                    | 0,800            | 0,778            | 0,883            | 0,746            |
| 22º               | Ribeirão Preto             | 0,800            | 0,820            | 0,844            | 0,739            |
| 22º               | Botucatu                   | 0,800            | 0,790            | 0,869            | 0,746            |
| IDH-M alto        |                            |                  |                  |                  |                  |
| 25º               | Marília                    | 0,798            | 0,768            | 0,854            | 0,776            |
| 25º               | Sorocaba                   | 0,798            | 0,792            | 0,843            | 0,762            |
| 25º               | Guaratinguetá              | 0,798            | 0,764            | 0,886            | 0,751            |
| 28º               | Fernandópolis              | 0,797            | 0,767            | 0,872            | 0,758            |
| 28º               | São João da Boa Vista      | 0,797            | 0,776            | 0,871            | 0,749            |
| 28º               | São José do Rio Preto      | 0,797            | 0,801            | 0,846            | 0,748            |
| 31º               | Paulínia                   | 0,795            | 0,800            | 0,864            | 0,727            |
| 32º               | Holambra                   | 0,793            | 0,815            | 0,878            | 0,698            |
| 33º               | Nova Odessa                | 0,791            | 0,755            | 0,861            | 0,762            |
| 33º               | Saltinho                   | 0,791            | 0,771            | 0,857            | 0,750            |
| 35º               | Votuporanga                | 0,790            | 0,772            | 0,857            | 0,744            |
| 35º               | Santa Cruz da Conceição    | 0,790            | 0,830            | 0,876            | 0,679            |
| 35º               | Adamantina                 | 0,790            | 0,772            | 0,852            | 0,750            |
| 38º               | Barretos                   | 0,789            | 0,762            | 0,875            | 0,738            |
| 38º               | Cândido Rodrigues          | 0,789            | 0,747            | 0,863            | 0,762            |
| 40º               | Barra Bonita               | 0,788            | 0,762            | 0,869            | 0,739            |
| 40º               | Cruzeiro                   | 0,788            | 0,742            | 0,871            | 0,758            |
| 40º               | Caçapava                   | 0,788            | 0,754            | 0,858            | 0,755            |
| 40º               | Mairiporã                  | 0,788            | 0,767            | 0,881            | 0,723            |
| 40º               | Indaiatuba                 | 0,788            | 0,791            | 0,837            | 0,738            |
| 40º               | Araçatuba                  | 0,788            | 0,782            | 0,841            | 0,744            |
| 46º               | Espírito Santo do Pinhal   | 0,787            | 0,784            | 0,872            | 0,712            |
| 47º               | Pompeia                    | 0,786            | 0,750            | 0,864            | 0,748            |
| 47º               | Lins                       | 0,786            | 0,762            | 0,869            | 0,733            |
| 47º               | Barueri                    | 0,786            | 0,791            | 0,866            | 0,708            |
| 50º               | Piracicaba                 | 0,785            | 0,797            | 0,848            | 0,717            |
| 50º               | Tremembé                   | 0,785            | 0,769            | 0,873            | 0,720            |
| 50º               | Amparo                     | 0,785            | 0,780            | 0,871            | 0,711            |
| 50º               | Catanduva                  | 0,785            | 0,767            | 0,853            | 0,740            |
| 50º               | Monte Aprazível            | 0,785            | 0,781            | 0,861            | 0,720            |
| 55º               | Arujá                      | 0,784            | 0,761            | 0,866            | 0,730            |
| 55º               | Mogi Mirim                 | 0,784            | 0,767            | 0,879            | 0,715            |
| 55º               | Santa Fé do Sul            | 0,784            | 0,763            | 0,840            | 0,751            |
| 55º               | Ribeirão Pires             | 0,784            | 0,749            | 0,847            | 0,760            |
| 55º               | Jaguariúna                 | 0,784            | 0,782            | 0,862            | 0,715            |
| 60º               | Mogi das Cruzes            | 0,783            | 0,762            | 0,851            | 0,740            |
| 61º               | Cerquilho                  | 0,782            | 0,758            | 0,854            | 0,739            |
| 62º               | Águas da Prata             | 0,781            | 0,750            | 0,886            | 0,716            |
| 62º               | Araras                     | 0,781            | 0,763            | 0,859            | 0,728            |
| 62º               | Caieiras                   | 0,781            | 0,740            | 0,861            | 0,749            |
| 62º               | Santa Bárbara d'Oeste      | 0,781            | 0,752            | 0,867            | 0,731            |
| 66º               | Franca                     | 0,780            | 0,749            | 0,842            | 0,753            |
| 66º               | Bebedouro                  | 0,780            | 0,756            | 0,853            | 0,735            |
| 66º               | Cotia                      | 0,780            | 0,789            | 0,851            | 0,707            |
| 66º               | Birigui                    | 0,780            | 0,743            | 0,869            | 0,734            |
| 66º               | Boituva                    | 0,780            | 0,757            | 0,861            | 0,728            |
| 66º               | Orlândia                   | 0,780            | 0,765            | 0,882            | 0,703            |
| 66º               | Salto                      | 0,780            | 0,755            | 0,837            | 0,751            |
| 73º               | Andradina                  | 0,779            | 0,762            | 0,885            | 0,702            |
| 73º               | Piratininga                | 0,779            | 0,762            | 0,859            | 0,723            |
| 75º               | Tietê                      | 0,778            | 0,764            | 0,884            | 0,698            |
| 75º               | Ourinhos                   | 0,778            | 0,753            | 0,859            | 0,727            |
| 75º               | Itatiba                    | 0,778            | 0,788            | 0,844            | 0,708            |
| 75º               | Jaboticabal                | 0,778            | 0,778            | 0,851            | 0,710            |
| 75º               | Jaú                        | 0,778            | 0,768            | 0,886            | 0,693            |
| 80º               | Louveira                   | 0,777            | 0,783            | 0,861            | 0,697            |
| 80º               | José Bonifácio             | 0,777            | 0,752            | 0,869            | 0,717            |
| 80º               | Jacareí                    | 0,777            | 0,749            | 0,837            | 0,749            |
| 83º               | Iracemápolis               | 0,776            | 0,742            | 0,863            | 0,729            |
| 83º               | Bragança Paulista          | 0,776            | 0,772            | 0,861            | 0,704            |
| 83º               | Osasco                     | 0,776            | 0,776            | 0,840            | 0,718            |
| 83º               | Dracena                    | 0,776            | 0,752            | 0,842            | 0,737            |
| 83º               | Araçoiaba da Serra         | 0,776            | 0,751            | 0,860            | 0,723            |
| 83º               | Pirapozinho                | 0,776            | 0,740            | 0,863            | 0,733            |
| 83º               | Jales                      | 0,776            | 0,750            | 0,855            | 0,730            |
| 90º               | Santa Rita do Passa Quatro | 0,775            | 0,764            | 0,887            | 0,686            |
| 90º               | Limeira                    | 0,775            | 0,761            | 0,852            | 0,719            |
| 92º               | São José do Rio Pardo      | 0,774            | 0,744            | 0,868            | 0,717            |
| 92º               | Pedrinhas Paulista         | 0,774            | 0,749            | 0,837            | 0,739            |
| 92º               | Cruzália                   | 0,774            | 0,698            | 0,853            | 0,778            |
| 92º               | Mogi Guaçu                 | 0,774            | 0,740            | 0,852            | 0,736            |
| 96º               | Olímpia                    | 0,773            | 0,737            | 0,867            | 0,736            |
| 96º               | Pindamonhangaba            | 0,773            | 0,745            | 0,843            | 0,736            |
| 96º               | Auriflama                  | 0,773            | 0,746            | 0,840            | 0,738            |
| 96º               | Matão                      | 0,773            | 0,766            | 0,847            | 0,713            |
| 96º               | Sebastianópolis do Sul     | 0,773            | 0,748            | 0,835            | 0,740            |
| 96º               | Itu                        | 0,773            | 0,782            | 0,854            | 0,692            |
| 96º               | Santana da Ponte Pensa     | 0,773            | 0,751            | 0,840            | 0,733            |
| 103º              | Monções                    | 0,772            | 0,731            | 0,814            | 0,773            |
| 103º              | Sales Oliveira             | 0,772            | 0,738            | 0,845            | 0,739            |
| 103º              | Santa Salete               | 0,772            | 0,712            | 0,864            | 0,748            |
| 103º              | São Sebastião              | 0,772            | 0,747            | 0,875            | 0,703            |
| 107º              | Poá                        | 0,771            | 0,710            | 0,856            | 0,754            |
| 107º              | Maracaí                    | 0,771            | 0,711            | 0,850            | 0,758            |
| 107º              | Tupã                       | 0,771            | 0,764            | 0,852            | 0,704            |
| 110º              | Vargem Grande Paulista     | 0,770            | 0,755            | 0,884            | 0,683            |
| 110º              | Santa Rosa de Viterbo      | 0,770            | 0,746            | 0,868            | 0,704            |
| 110º              | Macatuba                   | 0,770            | 0,763            | 0,859            | 0,697            |
| 110º              | Oriente                    | 0,770            | 0,717            | 0,837            | 0,761            |
| 110º              | Ouroeste                   | 0,770            | 0,717            | 0,866            | 0,736            |
| 115º              | Campo Limpo Paulista       | 0,769            | 0,733            | 0,840            | 0,739            |
| 115º              | Tupi Paulista              | 0,769            | 0,762            | 0,835            | 0,715            |
| 115º              | Garça                      | 0,769            | 0,737            | 0,849            | 0,728            |
| 115º              | Cosmópolis                 | 0,769            | 0,746            | 0,876            | 0,697            |
| 115º              | Pedreira                   | 0,769            | 0,750            | 0,864            | 0,701            |
| 115º              | Taboão da Serra            | 0,769            | 0,742            | 0,863            | 0,710            |
| 121º              | Monte Alto                 | 0,768            | 0,746            | 0,859            | 0,707            |
| 121º              | São Vicente                | 0,768            | 0,738            | 0,857            | 0,716            |
| 121º              | Regente Feijó              | 0,768            | 0,735            | 0,818            | 0,752            |
| 121º              | São Roque                  | 0,768            | 0,765            | 0,863            | 0,687            |
| 121º              | Igarapava                  | 0,768            | 0,809            | 0,835            | 0,671            |
| 121º              | Bilac                      | 0,768            | 0,743            | 0,845            | 0,722            |
| 127º              | Orindiúva                  | 0,767            | 0,719            | 0,824            | 0,762            |
| 127º              | Serra Negra                | 0,767            | 0,764            | 0,873            | 0,676            |
| 127º              | Votorantim                 | 0,767            | 0,720            | 0,838            | 0,747            |
| 127º              | Avaré                      | 0,767            | 0,751            | 0,866            | 0,695            |
| 131º              | Mauá                       | 0,766            | 0,721            | 0,852            | 0,733            |
| 131º              | Lorena                     | 0,766            | 0,736            | 0,856            | 0,713            |
| 131º              | Alumínio                   | 0,766            | 0,729            | 0,841            | 0,732            |
| 131º              | Poloni                     | 0,766            | 0,736            | 0,853            | 0,717            |
| 131º              | Cedral                     | 0,766            | 0,749            | 0,872            | 0,689            |
| 131º              | São Simão                  | 0,766            | 0,732            | 0,852            | 0,722            |
| 131º              | Pereira Barreto            | 0,766            | 0,728            | 0,845            | 0,732            |
| 138º              | Nova Europa                | 0,765            | 0,718            | 0,869            | 0,718            |
| 138º              | Suzano                     | 0,765            | 0,708            | 0,873            | 0,723            |
| 138º              | Atibaia                    | 0,765            | 0,786            | 0,851            | 0,670            |
| 138º              | Ituverava                  | 0,765            | 0,768            | 0,841            | 0,694            |
| 142º              | Cachoeira Paulista         | 0,764            | 0,733            | 0,837            | 0,728            |
| 142º              | Rosana                     | 0,764            | 0,749            | 0,818            | 0,728            |
| 142º              | Lençóis Paulista           | 0,764            | 0,743            | 0,837            | 0,717            |
| 145º              | Itapetininga               | 0,763            | 0,728            | 0,864            | 0,705            |
| 145º              | Guarulhos                  | 0,763            | 0,746            | 0,831            | 0,717            |
| 145º              | Buritama                   | 0,763            | 0,736            | 0,839            | 0,720            |
| 145º              | Gabriel Monteiro           | 0,763            | 0,721            | 0,809            | 0,762            |
| 145º              | Presidente Venceslau       | 0,763            | 0,749            | 0,837            | 0,708            |
| 145º              | Guararapes                 | 0,763            | 0,727            | 0,840            | 0,726            |
| 151º              | Itapira                    | 0,762            | 0,750            | 0,852            | 0,692            |
| 151º              | Itupeva                    | 0,762            | 0,750            | 0,844            | 0,699            |
| 151º              | Osvaldo Cruz               | 0,762            | 0,740            | 0,837            | 0,713            |
| 151º              | Mococa                     | 0,762            | 0,756            | 0,827            | 0,709            |
| 151º              | Mirassol                   | 0,762            | 0,748            | 0,846            | 0,698            |
| 151º              | Santa Cruz do Rio Pardo    | 0,762            | 0,744            | 0,867            | 0,686            |
| 151º              | Paraguaçu Paulista         | 0,762            | 0,717            | 0,836            | 0,739            |
| 151º              | Sumaré                     | 0,762            | 0,744            | 0,845            | 0,705            |
| 151º              | São Joaquim da Barra       | 0,762            | 0,740            | 0,847            | 0,706            |
| 160º              | Sertãozinho                | 0,761            | 0,768            | 0,855            | 0,672            |
| 160º              | Batatais                   | 0,761            | 0,766            | 0,840            | 0,685            |
| 160º              | Indiana                    | 0,761            | 0,714            | 0,843            | 0,733            |
| 160º              | Santa Rita d'Oeste         | 0,761            | 0,711            | 0,839            | 0,740            |
| 164º              | Itirapuã                   | 0,760            | 0,735            | 0,832            | 0,743            |
| 164º              | Taiúva                     | 0,760            | 0,732            | 0,835            | 0,718            |
| 164º              | Santa Adélia               | 0,760            | 0,750            | 0,835            | 0,702            |
| 164º              | Jandira                    | 0,760            | 0,738            | 0,841            | 0,706            |
| 164º              | Descalvado                 | 0,760            | 0,740            | 0,865            | 0,687            |
| 164º              | Estrela d'Oeste            | 0,760            | 0,712            | 0,873            | 0,705            |
| 169º              | Várzea Paulista            | 0,759            | 0,720            | 0,863            | 0,705            |
| 169º              | Rubinéia                   | 0,759            | 0,713            | 0,844            | 0,726            |
| 169º              | Caraguatatuba              | 0,759            | 0,735            | 0,845            | 0,705            |
| 169º              | Monte Alegre do Sul        | 0,759            | 0,752            | 0,858            | 0,678            |
| 169º              | Rio das Pedras             | 0,759            | 0,741            | 0,842            | 0,700            |
| 169º              | Inúbia Paulista            | 0,759            | 0,688            | 0,849            | 0,750            |
| 169º              | Taquaral                   | 0,759            | 0,742            | 0,823            | 0,716            |
| 169º              | Penápolis                  | 0,759            | 0,748            | 0,859            | 0,680            |
| 177º              | Piraju                     | 0,758            | 0,740            | 0,843            | 0,699            |
| 177º              | Cordeirópolis              | 0,758            | 0,754            | 0,858            | 0,674            |
| 177º              | Fernando Prestes           | 0,758            | 0,746            | 0,859            | 0,680            |
| 177º              | Álvares Machado            | 0,758            | 0,712            | 0,834            | 0,732            |
| 177º              | Porto Feliz                | 0,758            | 0,737            | 0,836            | 0,706            |
| 182º              | Diadema                    | 0,757            | 0,717            | 0,844            | 0,716            |
| 182º              | Águas de Santa Bárbara     | 0,757            | 0,744            | 0,840            | 0,695            |
| 182º              | Piquete                    | 0,757            | 0,711            | 0,823            | 0,740            |
| 182º              | Colina                     | 0,757            | 0,720            | 0,845            | 0,712            |
| 182º              | Santo Antônio do Aracanguá | 0,757            | 0,710            | 0,840            | 0,728            |
| 182º              | Presidente Bernardes       | 0,757            | 0,718            | 0,839            | 0,719            |
| 188º              | Nova Castilho              | 0,756            | 0,694            | 0,823            | 0,755            |
| 188º              | Cravinhos                  | 0,756            | 0,737            | 0,857            | 0,683            |
| 188º              | Hortolândia                | 0,756            | 0,716            | 0,859            | 0,703            |
| 188º              | Bálsamo                    | 0,756            | 0,746            | 0,835            | 0,695            |
| 188º              | Pirangi                    | 0,756            | 0,735            | 0,837            | 0,701            |
| 188º              | Ilhabela                   | 0,756            | 0,739            | 0,843            | 0,693            |
| 188º              | Jambeiro                   | 0,756            | 0,727            | 0,860            | 0,690            |
| 195º              | Aparecida                  | 0,755            | 0,735            | 0,828            | 0,706            |
| 195º              | São Pedro                  | 0,755            | 0,741            | 0,863            | 0,674            |
| 195º              | Brodowski                  | 0,755            | 0,738            | 0,864            | 0,675            |
| 195º              | Pongaí                     | 0,755            | 0,727            | 0,844            | 0,701            |
| 199º              | Analândia                  | 0,754            | 0,745            | 0,861            | 0,668            |
| 199º              | Neves Paulista             | 0,754            | 0,737            | 0,823            | 0,707            |
| 199º              | Vera Cruz                  | 0,754            | 0,722            | 0,830            | 0,715            |
| 199º              | Mongaguá                   | 0,754            | 0,719            | 0,854            | 0,699            |
| 199º              | Registro                   | 0,754            | 0,718            | 0,851            | 0,702            |
| 199º              | Praia Grande               | 0,754            | 0,744            | 0,834            | 0,692            |
| 199º              | Corumbataí                 | 0,754            | 0,728            | 0,841            | 0,700            |
| 199º              | Boraceia                   | 0,754            | 0,723            | 0,866            | 0,685            |
| 207º              | Guaíra                     | 0,753            | 0,759            | 0,824            | 0,683            |
| 207º              | Novo Horizonte             | 0,753            | 0,741            | 0,865            | 0,665            |
| 207º              | Monte Azul Paulista        | 0,753            | 0,733            | 0,843            | 0,690            |
| 207º              | Santo Anastácio            | 0,753            | 0,725            | 0,854            | 0,689            |
| 207º              | Tarumã                     | 0,753            | 0,738            | 0,852            | 0,680            |
| 207º              | Magda                      | 0,753            | 0,724            | 0,823            | 0,717            |
| 207º              | Três Fronteiras            | 0,753            | 0,710            | 0,829            | 0,726            |
| 207º              | Ipeúna                     | 0,753            | 0,737            | 0,845            | 0,685            |
| 207º              | Palmeira d'Oeste           | 0,753            | 0,720            | 0,829            | 0,714            |
| 216º              | Tatuí                      | 0,752            | 0,734            | 0,842            | 0,688            |
| 216º              | Marapoama                  | 0,752            | 0,736            | 0,852            | 0,679            |
| 216º              | Lucélia                    | 0,752            | 0,728            | 0,841            | 0,695            |
| 219º              | Turiúba                    | 0,751            | 0,713            | 0,824            | 0,721            |
| 219º              | Tapiratiba                 | 0,751            | 0,703            | 0,870            | 0,692            |
| 219º              | Indiaporã                  | 0,751            | 0,714            | 0,835            | 0,710            |
| 219º              | Porto Ferreira             | 0,751            | 0,736            | 0,827            | 0,696            |
| 219º              | Mirandópolis               | 0,751            | 0,732            | 0,869            | 0,665            |
| 219º              | Catiguá                    | 0,751            | 0,734            | 0,852            | 0,676            |
| 219º              | Sales                      | 0,751            | 0,708            | 0,859            | 0,697            |
| 219º              | Ubatuba                    | 0,751            | 0,741            | 0,841            | 0,679            |
| 219º              | Américo Brasiliense        | 0,751            | 0,709            | 0,852            | 0,701            |
| 219º              | Guarujá                    | 0,751            | 0,729            | 0,854            | 0,679            |
| 219º              | Nhandeara                  | 0,751            | 0,729            | 0,835            | 0,672            |
| 219º              | Rancharia                  | 0,751            | 0,720            | 0,861            | 0,683            |
| 219º              | Bastos                     | 0,751            | 0,696            | 0,848            | 0,718            |
| 232º              | Presidente Epitácio        | 0,750            | 0,714            | 0,845            | 0,700            |
| 232º              | Bariri                     | 0,750            | 0,736            | 0,867            | 0,662            |
| 232º              | Capivari                   | 0,750            | 0,744            | 0,848            | 0,669            |
| 232º              | São João do Pau-d'Alho     | 0,750            | 0,714            | 0,854            | 0,692            |
| 236º              | Paraíso                    | 0,749            | 0,751            | 0,837            | 0,668            |
| 236º              | Artur Nogueira             | 0,749            | 0,745            | 0,827            | 0,681            |
| 236º              | União Paulista             | 0,749            | 0,697            | 0,863            | 0,699            |
| 236º              | Terra Roxa                 | 0,749            | 0,732            | 0,838            | 0,684            |
| 236º              | Campos do Jordão           | 0,749            | 0,761            | 0,852            | 0,648            |
| 236º              | Carapicuíba                | 0,749            | 0,721            | 0,842            | 0,693            |
| 236º              | Embu-Guaçu                 | 0,749            | 0,713            | 0,834            | 0,708            |
| 236º              | Ipuã                       | 0,749            | 0,759            | 0,848            | 0,654            |
| 236º              | Oscar Bressane             | 0,749            | 0,713            | 0,823            | 0,715            |
| 236º              | Rio Grande da Serra        | 0,749            | 0,684            | 0,823            | 0,745            |
| 236º              | Peruíbe                    | 0,749            | 0,730            | 0,854            | 0,675            |
| 236º              | Pirajuí                    | 0,749            | 0,734            | 0,853            | 0,672            |
| 248º              | Taquaritinga               | 0,748            | 0,727            | 0,827            | 0,696            |
| 248º              | Tanabi                     | 0,748            | 0,735            | 0,829            | 0,687            |
| 248º              | São João de Iracema        | 0,748            | 0,682            | 0,833            | 0,738            |
| 248º              | Duartina                   | 0,748            | 0,716            | 0,837            | 0,698            |
| 252º              | Ribeirão do Sul            | 0,747            | 0,753            | 0,818            | 0,676            |
| 252º              | Elisiário                  | 0,747            | 0,711            | 0,825            | 0,712            |
| 252º              | Floreal                    | 0,747            | 0,710            | 0,808            | 0,726            |
| 252º              | Ibitinga                   | 0,747            | 0,738            | 0,846            | 0,726            |
| 252º              | Sud Mennucci               | 0,747            | 0,743            | 0,809            | 0,694            |
| 252º              | General Salgado            | 0,747            | 0,734            | 0,808            | 0,702            |
| 252º              | Potirendaba                | 0,747            | 0,737            | 0,857            | 0,661            |
| 252º              | Cândido Mota               | 0,747            | 0,701            | 0,845            | 0,704            |
| 260º              | Borá                       | 0,746            | 0,712            | 0,863            | 0,675            |
| 260º              | Bady Bassitt               | 0,746            | 0,737            | 0,805            | 0,701            |
| 260º              | Palmital                   | 0,746            | 0,727            | 0,814            | 0,702            |
| 260º              | Urânia                     | 0,746            | 0,727            | 0,804            | 0,709            |
| 260º              | Nuporanga                  | 0,746            | 0,730            | 0,866            | 0,656            |
| 265º              | Echaporã                   | 0,745            | 0,719            | 0,834            | 0,690            |
| 265º              | Urupês                     | 0,745            | 0,741            | 0,817            | 0,683            |
| 265º              | Rafard                     | 0,745            | 0,722            | 0,823            | 0,696            |
| 265º              | Itanhaém                   | 0,745            | 0,716            | 0,823            | 0,701            |
| 265º              | Agudos                     | 0,745            | 0,705            | 0,845            | 0,694            |
| 265º              | Américo de Campos          | 0,745            | 0,715            | 0,817            | 0,708            |
| 265º              | Iacanga                    | 0,745            | 0,721            | 0,851            | 0,675            |
| 265º              | Águas de Lindóia           | 0,745            | 0,725            | 0,846            | 0,675            |
| 265º              | Junqueirópolis             | 0,745            | 0,727            | 0,860            | 0,662            |
| 274º              | Mendonça                   | 0,744            | 0,720            | 0,863            | 0,663            |
| 274º              | Vista Alegre do Alto       | 0,744            | 0,726            | 0,840            | 0,676            |
| 274º              | Dumont                     | 0,744            | 0,720            | 0,849            | 0,674            |
| 274º              | Arealva                    | 0,744            | 0,718            | 0,840            | 0,683            |
| 274º              | Itápolis                   | 0,744            | 0,738            | 0,836            | 0,667            |
| 274º              | Torrinha                   | 0,744            | 0,734            | 0,852            | 0,658            |
| 274º              | Bento de Abreu             | 0,744            | 0,706            | 0,820            | 0,712            |
| 274º              | Leme                       | 0,744            | 0,729            | 0,851            | 0,665            |
| 274º              | São Manuel                 | 0,744            | 0,735            | 0,805            | 0,695            |
| 283º              | Mira Estrela               | 0,743            | 0,697            | 0,806            | 0,731            |
| 283º              | Promissão                  | 0,743            | 0,724            | 0,850            | 0,666            |
| 283º              | Guatapará                  | 0,743            | 0,724            | 0,822            | 0,688            |
| 283º              | Santa Cruz da Esperança    | 0,743            | 0,719            | 0,832            | 0,686            |
| 283º              | Nova Luzitânia             | 0,743            | 0,705            | 0,808            | 0,719            |
| 283º              | Macaubal                   | 0,743            | 0,720            | 0,844            | 0,676            |
| 283º              | Mairinque                  | 0,743            | 0,721            | 0,831            | 0,684            |
| 290º              | Lindoia                    | 0,742            | 0,722            | 0,864            | 0,654            |
| 290º              | Bocaina                    | 0,742            | 0,741            | 0,840            | 0,656            |
| 290º              | Cafelândia                 | 0,742            | 0,714            | 0,867            | 0,661            |
| 290º              | Itapecerica da Serra       | 0,742            | 0,699            | 0,852            | 0,687            |
| 290º              | Pedranópolis               | 0,742            | 0,698            | 0,854            | 0,684            |
| 290º              | Dolcinópolis               | 0,742            | 0,699            | 0,825            | 0,709            |
| 290º              | Lourdes                    | 0,742            | 0,697            | 0,816            | 0,717            |
| 297º              | Monte Castelo              | 0,741            | 0,706            | 0,814            | 0,709            |
| 297º              | Jumirim                    | 0,741            | 0,721            | 0,863            | 0,655            |
| 297º              | Miguelópolis               | 0,741            | 0,712            | 0,863            | 0,661            |
| 297º              | João Ramalho               | 0,741            | 0,701            | 0,818            | 0,710            |
| 297º              | Anhumas                    | 0,741            | 0,683            | 0,845            | 0,706            |
| 297º              | Teodoro Sampaio            | 0,741            | 0,699            | 0,856            | 0,679            |
| 297º              | Dirce Reis                 | 0,741            | 0,686            | 0,842            | 0,704            |
| 297º              | Alfredo Marcondes          | 0,741            | 0,682            | 0,840            | 0,710            |
| 297º              | Motuca                     | 0,741            | 0,685            | 0,859            | 0,691            |
| 306º              | Estiva Gerbi               | 0,740            | 0,716            | 0,815            | 0,695            |
| 306º              | Brotas                     | 0,740            | 0,724            | 0,815            | 0,688            |
| 306º              | Santópolis do Aguapeí      | 0,740            | 0,680            | 0,830            | 0,719            |
| 306º              | Macedônia                  | 0,740            | 0,705            | 0,852            | 0,675            |
| 306º              | Ibirá                      | 0,740            | 0,741            | 0,841            | 0,650            |
| 306º              | Rifaina                    | 0,740            | 0,713            | 0,824            | 0,690            |
| 306º              | Estrela do Norte           | 0,740            | 0,693            | 0,818            | 0,714            |
| 306º              | Aramina                    | 0,740            | 0,723            | 0,856            | 0,656            |
| 314º              | Pederneiras                | 0,739            | 0,738            | 0,812            | 0,673            |
| 314º              | Guaiçara                   | 0,739            | 0,697            | 0,853            | 0,679            |
| 314º              | Santa Mercedes             | 0,739            | 0,683            | 0,847            | 0,699            |
| 314º              | Piracaia                   | 0,739            | 0,758            | 0,851            | 0,625            |
| 314º              | Manduri                    | 0,739            | 0,730            | 0,818            | 0,675            |
| 314º              | Nova Granada               | 0,739            | 0,727            | 0,818            | 0,680            |
| 314º              | Viradouro                  | 0,739            | 0,717            | 0,823            | 0,683            |
| 321º              | Quatá                      | 0,738            | 0,706            | 0,814            | 0,700            |
| 321º              | Nova Aliança               | 0,738            | 0,710            | 0,826            | 0,684            |
| 321º              | Santa Isabel               | 0,738            | 0,700            | 0,834            | 0,689            |
| 321º              | Dourado                    | 0,738            | 0,718            | 0,811            | 0,689            |
| 321º              | Cabreúva                   | 0,738            | 0,717            | 0,828            | 0,678            |
| 321º              | Ferraz de Vasconcelos      | 0,738            | 0,691            | 0,828            | 0,703            |
| 321º              | Onda Verde                 | 0,738            | 0,693            | 0,863            | 0,671            |
| 321º              | Santa Ernestina            | 0,738            | 0,716            | 0,802            | 0,699            |
| 321º              | Mirassolândia              | 0,738            | 0,704            | 0,829            | 0,690            |
| 330º              | Vargem Grande do Sul       | 0,737            | 0,721            | 0,863            | 0,643            |
| 330º              | Pindorama                  | 0,737            | 0,726            | 0,842            | 0,654            |
| 330º              | Santa Gertrudes            | 0,737            | 0,723            | 0,847            | 0,654            |
| 330º              | Roseira                    | 0,737            | 0,691            | 0,823            | 0,704            |
| 330º              | Cubatão                    | 0,737            | 0,716            | 0,821            | 0,681            |
| 330º              | Santa Lúcia                | 0,737            | 0,696            | 0,818            | 0,703            |
| 330º              | Parapuã                    | 0,737            | 0,693            | 0,830            | 0,696            |
| 330º              | Guaraci                    | 0,737            | 0,698            | 0,840            | 0,682            |
| 330º              | Braúna                     | 0,737            | 0,725            | 0,830            | 0,664            |
| 339º              | Pariquera-Açu              | 0,736            | 0,682            | 0,862            | 0,678            |
| 339º              | Iepê                       | 0,736            | 0,700            | 0,814            | 0,700            |
| 339º              | Conchas                    | 0,736            | 0,725            | 0,837            | 0,658            |
| 339º              | Charqueada                 | 0,736            | 0,720            | 0,820            | 0,675            |
| 339º              | Turmalina                  | 0,736            | 0,724            | 0,817            | 0,675            |
| 339º              | Pereiras                   | 0,736            | 0,717            | 0,873            | 0,637            |
| 345º              | Itapevi                    | 0,735            | 0,687            | 0,855            | 0,677            |
| 345º              | Santa Branca               | 0,735            | 0,706            | 0,828            | 0,678            |
| 345º              | Glicério                   | 0,735            | 0,735            | 0,858            | 0,630            |
| 345º              | Embu das Artes             | 0,735            | 0,700            | 0,839            | 0,676            |
| 345º              | Aspásia                    | 0,735            | 0,699            | 0,864            | 0,657            |
| 345º              | Nova Independência         | 0,735            | 0,675            | 0,827            | 0,711            |
| 345º              | Tabapuã                    | 0,735            | 0,726            | 0,820            | 0,666            |
| 345º              | Jardinópolis               | 0,735            | 0,728            | 0,853            | 0,640            |
| 345º              | Buritizal                  | 0,735            | 0,743            | 0,830            | 0,643            |
| 345º              | Presidente Alves           | 0,735            | 0,711            | 0,811            | 0,689            |
| 345º              | Valentim Gentil            | 0,735            | 0,708            | 0,810            | 0,692            |
| 356º              | Cássia dos Coqueiros       | 0,734            | 0,680            | 0,864            | 0,673            |
| 356º              | Cristais Paulista          | 0,734            | 0,682            | 0,802            | 0,682            |
| 356º              | Divinolândia               | 0,734            | 0,720            | 0,850            | 0,645            |
| 356º              | Cajobi                     | 0,734            | 0,714            | 0,822            | 0,674            |
| 356º              | Rincão                     | 0,734            | 0,701            | 0,826            | 0,682            |
| 356º              | Bernardino de Campos       | 0,734            | 0,713            | 0,838            | 0,662            |
| 362º              | Lucianópolis               | 0,733            | 0,736            | 0,809            | 0,662            |
| 362º              | Jarinu                     | 0,733            | 0,723            | 0,826            | 0,659            |
| 362º              | Ariranha                   | 0,733            | 0,730            | 0,813            | 0,663            |
| 362º              | Santa Clara d'Oeste        | 0,733            | 0,712            | 0,804            | 0,687            |
| 362º              | Monte Mor                  | 0,733            | 0,713            | 0,863            | 0,639            |
| 362º              | Bananal                    | 0,733            | 0,693            | 0,872            | 0,653            |
| 362º              | Pradópolis                 | 0,733            | 0,738            | 0,822            | 0,650            |
| 362º              | Iacri                      | 0,733            | 0,701            | 0,822            | 0,655            |
| 370º              | Itapeva                    | 0,732            | 0,702            | 0,803            | 0,697            |
| 370º              | Paranapuã                  | 0,732            | 0,712            | 0,842            | 0,655            |
| 370º              | Fartura                    | 0,732            | 0,699            | 0,867            | 0,648            |
| 370º              | Palestina                  | 0,732            | 0,717            | 0,848            | 0,645            |
| 370º              | Santo Expedito             | 0,732            | 0,664            | 0,828            | 0,714            |
| 370º              | Salesópolis                | 0,732            | 0,687            | 0,829            | 0,690            |
| 370º              | Quintana                   | 0,732            | 0,689            | 0,811            | 0,703            |
| 370º              | Guarani d'Oeste            | 0,732            | 0,682            | 0,806            | 0,714            |
| 370º              | Piacatu                    | 0,732            | 0,681            | 0,843            | 0,684            |
| 370º              | Pontes Gestal              | 0,732            | 0,705            | 0,805            | 0,690            |
| 370º              | Engenheiro Coelho          | 0,732            | 0,720            | 0,815            | 0,668            |
| 381º              | Tambaú                     | 0,731            | 0,729            | 0,858            | 0,624            |
| 381º              | Castilho                   | 0,731            | 0,688            | 0,827            | 0,686            |
| 381º              | Marinópolis                | 0,731            | 0,681            | 0,825            | 0,694            |
| 381º              | Guararema                  | 0,731            | 0,729            | 0,817            | 0,656            |
| 381º              | Meridiano                  | 0,731            | 0,717            | 0,817            | 0,667            |
| 381º              | Luiz Antônio               | 0,731            | 0,709            | 0,822            | 0,671            |
| 381º              | Franco da Rocha            | 0,731            | 0,702            | 0,852            | 0,654            |
| 388º              | Altinópolis                | 0,730            | 0,726            | 0,843            | 0,635            |
| 388º              | Casa Branca                | 0,730            | 0,727            | 0,835            | 0,640            |
| 388º              | Mineiros do Tietê          | 0,730            | 0,719            | 0,823            | 0,658            |
| 388º              | Sagres                     | 0,730            | 0,692            | 0,830            | 0,677            |
| 388º              | Embaúba                    | 0,730            | 0,723            | 0,840            | 0,641            |
| 388º              | Óleo                       | 0,730            | 0,713            | 0,858            | 0,637            |
| 388º              | Borborema                  | 0,730            | 0,710            | 0,831            | 0,658            |
| 388º              | Bertioga                   | 0,730            | 0,727            | 0,817            | 0,654            |
| 388º              | Patrocínio Paulista        | 0,730            | 0,696            | 0,826            | 0,678            |
| 388º              | Adolfo                     | 0,730            | 0,710            | 0,844            | 0,648            |
| 388º              | Itajobi                    | 0,730            | 0,727            | 0,832            | 0,644            |
| 388º              | Ipiguá                     | 0,730            | 0,696            | 0,839            | 0,666            |
| 400º              | Lavrinhas                  | 0,729            | 0,665            | 0,823            | 0,707            |
| 400º              | Cerqueira César            | 0,729            | 0,710            | 0,821            | 0,666            |
| 400º              | Serrana                    | 0,729            | 0,713            | 0,835            | 0,650            |
| 400º              | Salto de Pirapora          | 0,729            | 0,699            | 0,834            | 0,665            |
| 400º              | Laranjal Paulista          | 0,729            | 0,732            | 0,829            | 0,639            |
| 400º              | Socorro                    | 0,729            | 0,737            | 0,828            | 0,634            |
| 400º              | Caiabu                     | 0,729            | 0,682            | 0,823            | 0,691            |
| 400º              | Zacarias                   | 0,729            | 0,695            | 0,826            | 0,674            |
| 400º              | Chavantes                  | 0,729            | 0,713            | 0,828            | 0,655            |
| 409º              | Álvares Florence           | 0,728            | 0,701            | 0,806            | 0,683            |
| 409º              | Cajamar                    | 0,728            | 0,713            | 0,810            | 0,668            |
| 409º              | São Lourenço da Serra      | 0,728            | 0,704            | 0,823            | 0,666            |
| 409º              | Reginópolis                | 0,728            | 0,715            | 0,817            | 0,660            |
| 409º              | Santa Albertina            | 0,728            | 0,716            | 0,809            | 0,665            |
| 409º              | Tuiuti                     | 0,728            | 0,702            | 0,871            | 0,630            |
| 409º              | Guaimbê                    | 0,728            | 0,675            | 0,830            | 0,689            |
| 409º              | Sabino                     | 0,728            | 0,708            | 0,813            | 0,671            |
| 409º              | Santa Cruz das Palmeiras   | 0,728            | 0,746            | 0,815            | 0,635            |
| 418º              | Ubirajara                  | 0,727            | 0,689            | 0,829            | 0,674            |
| 418º              | Pirapora do Bom Jesus      | 0,727            | 0,679            | 0,810            | 0,698            |
| 418º              | Herculândia                | 0,727            | 0,680            | 0,809            | 0,698            |
| 418º              | Flora Rica                 | 0,727            | 0,668            | 0,796            | 0,723            |
| 418º              | Emilianópolis              | 0,727            | 0,690            | 0,805            | 0,691            |
| 418º              | Igaraçu do Tietê           | 0,727            | 0,691            | 0,838            | 0,664            |
| 418º              | Ipaussu                    | 0,727            | 0,713            | 0,828            | 0,650            |
| 418º              | Pardinho                   | 0,727            | 0,718            | 0,821            | 0,652            |
| 426º              | Nova Guataporanga          | 0,726            | 0,707            | 0,842            | 0,644            |
| 426º              | Tarabai                    | 0,726            | 0,666            | 0,823            | 0,697            |
| 426º              | Murutinga do Sul           | 0,726            | 0,703            | 0,847            | 0,643            |
| 426º              | Iguape                     | 0,726            | 0,691            | 0,847            | 0,653            |
| 430º              | Clementina                 | 0,725            | 0,704            | 0,821            | 0,660            |
| 430º              | Barrinha                   | 0,725            | 0,711            | 0,829            | 0,646            |
| 430º              | Paulo de Faria             | 0,725            | 0,721            | 0,800            | 0,662            |
| 430º              | Valparaíso                 | 0,725            | 0,719            | 0,825            | 0,643            |
| 430º              | Ilha Comprida              | 0,725            | 0,696            | 0,821            | 0,660            |
| 430º              | Guapiaçu                   | 0,725            | 0,728            | 0,866            | 0,605            |
| 430º              | Dois Córregos              | 0,725            | 0,725            | 0,853            | 0,616            |
| 430º              | Pinhalzinho                | 0,725            | 0,707            | 0,808            | 0,666            |
| 430º              | Itapuí                     | 0,725            | 0,716            | 0,841            | 0,633            |
| 430º              | Vitória Brasil             | 0,725            | 0,686            | 0,811            | 0,685            |
| 430º              | Pontal                     | 0,725            | 0,718            | 0,838            | 0,633            |
| 430º              | Pacaembu                   | 0,725            | 0,717            | 0,843            | 0,631            |
| 442º              | Lupércio                   | 0,724            | 0,679            | 0,830            | 0,674            |
| 442º              | Mesópolis                  | 0,724            | 0,674            | 0,847            | 0,666            |
| 442º              | Itirapina                  | 0,724            | 0,734            | 0,813            | 0,636            |
| 442º              | Mirante do Paranapanema    | 0,724            | 0,670            | 0,841            | 0,674            |
| 446º              | Pitangueiras               | 0,723            | 0,699            | 0,830            | 0,651            |
| 446º              | Taciba                     | 0,723            | 0,682            | 0,809            | 0,684            |
| 446º              | Jaci                       | 0,723            | 0,700            | 0,818            | 0,659            |
| 446º              | Gastão Vidigal             | 0,723            | 0,727            | 0,817            | 0,635            |
| 446º              | São Sebastião da Grama     | 0,723            | 0,699            | 0,820            | 0,724            |
| 446º              | Rinópolis                  | 0,723            | 0,696            | 0,843            | 0,644            |
| 446º              | São Francisco              | 0,723            | 0,705            | 0,814            | 0,658            |
| 452º              | Trabiju                    | 0,722            | 0,666            | 0,811            | 0,697            |
| 452º              | Arco-Íris                  | 0,722            | 0,671            | 0,809            | 0,694            |
| 452º              | Cosmorama                  | 0,722            | 0,705            | 0,849            | 0,630            |
| 452º              | Alvinlândia                | 0,722            | 0,721            | 0,791            | 0,659            |
| 452º              | Palmares Paulista          | 0,722            | 0,698            | 0,837            | 0,645            |
| 452º              | Queluz                     | 0,722            | 0,665            | 0,823            | 0,687            |
| 452º              | Cardoso                    | 0,722            | 0,695            | 0,853            | 0,636            |
| 452º              | Panorama                   | 0,722            | 0,695            | 0,853            | 0,636            |
| 460º              | Ribeirão dos Índios        | 0,721            | 0,661            | 0,809            | 0,701            |
| 460º              | Anhembi                    | 0,721            | 0,681            | 0,863            | 0,637            |
| 460º              | Aparecida d'Oeste          | 0,721            | 0,697            | 0,804            | 0,670            |
| 460º              | Capão Bonito               | 0,721            | 0,675            | 0,826            | 0,671            |
| 460º              | Lavínia                    | 0,721            | 0,698            | 0,820            | 0,655            |
| 460º              | Martinópolis               | 0,721            | 0,703            | 0,832            | 0,641            |
| 460º              | Parisi                     | 0,721            | 0,720            | 0,842            | 0,619            |
| 460º              | Rubiácea                   | 0,721            | 0,684            | 0,820            | 0,668            |
| 460º              | Uchoa                      | 0,721            | 0,708            | 0,823            | 0,644            |
| 469º              | Itapura                    | 0,720            | 0,682            | 0,813            | 0,673            |
| 469º              | Lutécia                    | 0,720            | 0,670            | 0,846            | 0,659            |
| 469º              | Icém                       | 0,720            | 0,716            | 0,806            | 0,646            |
| 469º              | Caconde                    | 0,720            | 0,701            | 0,858            | 0,620            |
| 469º              | São João das Duas Pontes   | 0,720            | 0,675            | 0,806            | 0,686            |
| 469º              | Cananéia                   | 0,720            | 0,677            | 0,806            | 0,649            |
| 469º              | São Bento do Sapucaí       | 0,720            | 0,719            | 0,812            | 0,638            |
| 476º              | Gavião Peixoto             | 0,719            | 0,687            | 0,802            | 0,676            |
| 476º              | Mombuca                    | 0,719            | 0,746            | 0,820            | 0,607            |
| 476º              | Guaraçaí                   | 0,719            | 0,699            | 0,803            | 0,663            |
| 476º              | Guariba                    | 0,719            | 0,712            | 0,811            | 0,645            |
| 476º              | Novais                     | 0,719            | 0,712            | 0,822            | 0,634            |
| 476º              | Iperó                      | 0,719            | 0,680            | 0,814            | 0,672            |
| 476º              | Angatuba                   | 0,719            | 0,693            | 0,827            | 0,648            |
| 476º              | Itaporanga                 | 0,719            | 0,681            | 0,835            | 0,653            |
| 476º              | Paraibuna                  | 0,719            | 0,709            | 0,815            | 0,642            |
| 476º              | Coroados                   | 0,719            | 0,704            | 0,816            | 0,648            |
| 476º              | Platina                    | 0,719            | 0,691            | 0,824            | 0,652            |
| 476º              | Planalto                   | 0,719            | 0,683            | 0,853            | 0,639            |
| 476º              | Salmourão                  | 0,719            | 0,678            | 0,846            | 0,649            |
| 489º              | Mariápolis                 | 0,718            | 0,684            | 0,830            | 0,651            |
| 489º              | Narandiba                  | 0,718            | 0,659            | 0,839            | 0,670            |
| 489º              | Dobrada                    | 0,718            | 0,691            | 0,818            | 0,655            |
| 489º              | Guará                      | 0,718            | 0,710            | 0,826            | 0,630            |
| 489º              | Paulistânia                | 0,718            | 0,683            | 0,817            | 0,663            |
| 494º              | Paranapanema               | 0,717            | 0,697            | 0,839            | 0,631            |
| 494º              | Itobi                      | 0,717            | 0,697            | 0,820            | 0,646            |
| 494º              | Jacupiranga                | 0,717            | 0,687            | 0,832            | 0,644            |
| 494º              | Ocauçu                     | 0,717            | 0,679            | 0,830            | 0,653            |
| 494º              | Getulina                   | 0,717            | 0,696            | 0,813            | 0,652            |
| 494º              | Campina do Monte Alegre    | 0,717            | 0,687            | 0,846            | 0,634            |
| 500º              | Piedade                    | 0,716            | 0,694            | 0,848            | 0,624            |
| 500º              | Júlio Mesquita             | 0,716            | 0,659            | 0,813            | 0,686            |
| 502º              | Severínia                  | 0,715            | 0,709            | 0,807            | 0,638            |
| 502º              | Queiroz                    | 0,715            | 0,662            | 0,811            | 0,681            |
| 502º              | Pedregulho                 | 0,715            | 0,716            | 0,820            | 0,623            |
| 502º              | Nova Canaã Paulista        | 0,715            | 0,673            | 0,806            | 0,623            |
| 502º              | Morungaba                  | 0,715            | 0,726            | 0,802            | 0,627            |
| 502º              | Flórida Paulista           | 0,715            | 0,702            | 0,807            | 0,646            |
| 502º              | Aguaí                      | 0,715            | 0,703            | 0,858            | 0,606            |
| 509º              | Santo Antônio do Jardim    | 0,714            | 0,703            | 0,835            | 0,620            |
| 509º              | Itaquaquecetuba            | 0,714            | 0,665            | 0,844            | 0,648            |
| 509º              | Torre de Pedra             | 0,714            | 0,679            | 0,829            | 0,647            |
| 509º              | Nantes                     | 0,714            | 0,655            | 0,790            | 0,702            |
| 509º              | Avaí                       | 0,714            | 0,674            | 0,830            | 0,650            |
| 509º              | Populina                   | 0,714            | 0,699            | 0,804            | 0,647            |
| 515º              | Florínea                   | 0,713            | 0,678            | 0,820            | 0,652            |
| 515º              | Guarantã                   | 0,713            | 0,698            | 0,832            | 0,623            |
| 515º              | Nipoã                      | 0,713            | 0,701            | 0,814            | 0,636            |
| 515º              | Cajuru                     | 0,713            | 0,693            | 0,825            | 0,633            |
| 515º              | Irapuã                     | 0,713            | 0,688            | 0,844            | 0,624            |
| 515º              | Bom Jesus dos Perdões      | 0,713            | 0,716            | 0,802            | 0,631            |
| 515º              | Itaí                       | 0,713            | 0,692            | 0,830            | 0,630            |
| 522º              | Alambari                   | 0,712            | 0,682            | 0,805            | 0,658            |
| 522º              | Ribeirão Bonito            | 0,712            | 0,712            | 0,811            | 0,625            |
| 522º              | Morro Agudo                | 0,712            | 0,716            | 0,836            | 0,604            |
| 522º              | Biritiba Mirim             | 0,712            | 0,710            | 0,795            | 0,640            |
| 522º              | Irapuru                    | 0,712            | 0,691            | 0,839            | 0,622            |
| 522º              | Uru                        | 0,712            | 0,678            | 0,832            | 0,639            |
| 528º              | Piquerobi                  | 0,711            | 0,669            | 0,836            | 0,644            |
| 528º              | Jaborandi                  | 0,711            | 0,679            | 0,845            | 0,627            |
| 528º              | Barão de Antonina          | 0,711            | 0,676            | 0,820            | 0,649            |
| 528º              | Paulicéia                  | 0,711            | 0,692            | 0,811            | 0,640            |
| 528º              | Igaratá                    | 0,711            | 0,683            | 0,855            | 0,616            |
| 528º              | Ribeirão Corrente          | 0,711            | 0,688            | 0,814            | 0,642            |
| 534º              | Ibiúna                     | 0,710            | 0,700            | 0,832            | 0,614            |
| 534º              | Colômbia                   | 0,710            | 0,689            | 0,802            | 0,647            |
| 534º              | Monteiro Lobato            | 0,710            | 0,692            | 0,826            | 0,627            |
| 534º              | São Miguel Arcanjo         | 0,710            | 0,708            | 0,799            | 0,633            |
| 534º              | Apiaí                      | 0,710            | 0,662            | 0,835            | 0,647            |
| 534º              | Timburi                    | 0,710            | 0,688            | 0,826            | 0,629            |
| 534º              | Brejo Alegre               | 0,710            | 0,702            | 0,826            | 0,618            |
| 534º              | Taiaçu                     | 0,710            | 0,701            | 0,814            | 0,628            |
| 542º              | Taguaí                     | 0,709            | 0,690            | 0,818            | 0,631            |
| 542º              | Gália                      | 0,709            | 0,684            | 0,823            | 0,634            |
| 542º              | Juquitiba                  | 0,709            | 0,680            | 0,791            | 0,662            |
| 542º              | Sandovalina                | 0,709            | 0,665            | 0,812            | 0,659            |
| 546º              | Ibirarema                  | 0,708            | 0,692            | 0,817            | 0,628            |
| 546º              | Conchal                    | 0,708            | 0,699            | 0,827            | 0,614            |
| 548º              | Sarapuí                    | 0,707            | 0,699            | 0,814            | 0,621            |
| 550º              | Campos Novos Paulista      | 0,706            | 0,670            | 0,824            | 0,638            |
| 550º              | Itatinga                   | 0,706            | 0,685            | 0,841            | 0,610            |
| 550º              | Cesário Lange              | 0,706            | 0,715            | 0,804            | 0,611            |
| 550º              | Santo Antônio do Pinhal    | 0,706            | 0,685            | 0,812            | 0,632            |
| 554º              | Borebi                     | 0,705            | 0,674            | 0,846            | 0,615            |
| 554º              | Bofete                     | 0,705            | 0,700            | 0,821            | 0,609            |
| 554º              | Itaju                      | 0,705            | 0,696            | 0,823            | 0,613            |
| 554º              | Restinga                   | 0,705            | 0,664            | 0,826            | 0,639            |
| 554º              | Avanhandava                | 0,705            | 0,688            | 0,817            | 0,623            |
| 554º              | Ribeirão Grande            | 0,705            | 0,643            | 0,807            | 0,676            |
| 560º              | Euclides da Cunha Paulista | 0,704            | 0,663            | 0,802            | 0,655            |
| 560º              | Araçariguama               | 0,704            | 0,717            | 0,814            | 0,597            |
| 560º              | Tabatinga                  | 0,704            | 0,700            | 0,818            | 0,609            |
| 560º              | Canas                      | 0,704            | 0,646            | 0,797            | 0,677            |
| 560º              | Salto Grande               | 0,704            | 0,664            | 0,825            | 0,637            |
| 565º              | Iporanga                   | 0,703            | 0,637            | 0,816            | 0,668            |
| 565º              | Itararé                    | 0,703            | 0,668            | 0,803            | 0,649            |
| 565º              | Porangaba                  | 0,703            | 0,696            | 0,864            | 0,578            |
| 565º              | São Pedro do Turvo         | 0,703            | 0,661            | 0,826            | 0,636            |
| 565º              | Fernão                     | 0,703            | 0,668            | 0,843            | 0,617            |
| 565º              | Jeriquara                  | 0,703            | 0,680            | 0,814            | 0,628            |
| 565º              | Riolândia                  | 0,703            | 0,677            | 0,817            | 0,629            |
| 565º              | Francisco Morato           | 0,703            | 0,659            | 0,815            | 0,647            |
| 565º              | Ibaté                      | 0,703            | 0,681            | 0,814            | 0,627            |
| 574º              | Santo Antônio de Posse     | 0,702            | 0,718            | 0,838            | 0,576            |
| 574º              | Pontalinda                 | 0,702            | 0,677            | 0,847            | 0,604            |
| 574º              | Santo Antônio da Alegria   | 0,702            | 0,690            | 0,830            | 0,604            |
| 574º              | Luiziânia                  | 0,702            | 0,682            | 0,815            | 0,623            |
| 578º              | Taquarituba                | 0,701            | 0,700            | 0,811            | 0,606            |
| 578º              | Pratânia                   | 0,701            | 0,681            | 0,798            | 0,633            |
| 581º              | Ubarana                    | 0,700            | 0,672            | 0,844            | 0,604            |
| 581º              | Juquiá                     | 0,700            | 0,654            | 0,823            | 0,637            |
| 581º              | Alto Alegre                | 0,700            | 0,683            | 0,817            | 0,616            |
| IDH-M médio       |                            |                  |                  |                  |                  |
| 584º              | Barbosa                    | 0,699            | 0,676            | 0,843            | 0,599            |
| 584º              | Joanópolis                 | 0,699            | 0,707            | 0,824            | 0,585            |
| 584º              | Suzanápolis                | 0,699            | 0,665            | 0,813            | 0,631            |
| 584º              | Capela do Alto             | 0,699            | 0,673            | 0,823            | 0,617            |
| 584º              | Vargem                     | 0,699            | 0,690            | 0,839            | 0,591            |
| 589º              | Ribeira                    | 0,698            | 0,635            | 0,797            | 0,673            |
| 590º              | São Luiz do Paraitinga     | 0,697            | 0,691            | 0,826            | 0,593            |
| 590º              | Guzolândia                 | 0,697            | 0,676            | 0,808            | 0,621            |
| 590º              | Areias                     | 0,697            | 0,627            | 0,803            | 0,672            |
| 590º              | Caiuá                      | 0,697            | 0,665            | 0,802            | 0,635            |
| 590º              | Miracatu                   | 0,697            | 0,645            | 0,803            | 0,653            |
| 590º              | Potim                      | 0,697            | 0,651            | 0,806            | 0,646            |
| 596º              | Espírito Santo do Turvo    | 0,696            | 0,675            | 0,819            | 0,609            |
| 596º              | Pedro de Toledo            | 0,696            | 0,654            | 0,812            | 0,634            |
| 596º              | Pracinha                   | 0,696            | 0,658            | 0,814            | 0,629            |
| 599º              | Elias Fausto               | 0,695            | 0,701            | 0,822            | 0,583            |
| 599º              | Areiópolis                 | 0,695            | 0,686            | 0,823            | 0,594            |
| 601º              | Cajati                     | 0,694            | 0,658            | 0,832            | 0,611            |
| 601º              | Cabrália Paulista          | 0,694            | 0,667            | 0,811            | 0,619            |
| 603º              | Itaberá                    | 0,693            | 0,652            | 0,803            | 0,636            |
| 603º              | Lagoinha                   | 0,693            | 0,686            | 0,797            | 0,609            |
| 603º              | São José da Bela Vista     | 0,693            | 0,679            | 0,844            | 0,580            |
| 606º              | Ouro Verde                 | 0,692            | 0,666            | 0,814            | 0,612            |
| 607º              | Eldorado                   | 0,691            | 0,633            | 0,847            | 0,615            |
| 608º              | Pilar do Sul               | 0,690            | 0,674            | 0,820            | 0,594            |
| 608º              | Coronel Macedo             | 0,690            | 0,653            | 0,811            | 0,619            |
| 610º              | Sarutaiá                   | 0,688            | 0,679            | 0,794            | 0,603            |
| 610º              | Álvaro de Carvalho         | 0,688            | 0,669            | 0,805            | 0,605            |
| 612º              | Guareí                     | 0,687            | 0,692            | 0,805            | 0,583            |
| 612º              | Altair                     | 0,687            | 0,698            | 0,800            | 0,581            |
| 614º              | Santa Maria da Serra       | 0,686            | 0,688            | 0,820            | 0,571            |
| 614º              | Serra Azul                 | 0,686            | 0,697            | 0,810            | 0,572            |
| 616º              | Arandu                     | 0,685            | 0,675            | 0,806            | 0,592            |
| 617º              | São José do Barreiro       | 0,684            | 0,666            | 0,813            | 0,591            |
| 617º              | Cunha                      | 0,684            | 0,672            | 0,826            | 0,576            |
| 619º              | Tapiraí                    | 0,681            | 0,647            | 0,846            | 0,578            |
| 619º              | Boa Esperança do Sul       | 0,681            | 0,692            | 0,811            | 0,562            |
| 621º              | Arapeí                     | 0,680            | 0,634            | 0,812            | 0,612            |
| 621º              | Canitar                    | 0,680            | 0,658            | 0,791            | 0,605            |
| 621º              | Itaoca                     | 0,680            | 0,627            | 0,787            | 0,637            |
| 624º              | Taquarivaí                 | 0,679            | 0,617            | 0,811            | 0,626            |
| 625º              | Quadra                     | 0,678            | 0,700            | 0,822            | 0,541            |
| 625º              | Nazaré Paulista            | 0,678            | 0,681            | 0,818            | 0,559            |
| 625º              | Silveiras                  | 0,678            | 0,657            | 0,812            | 0,584            |
| 628º              | Itariri                    | 0,677            | 0,642            | 0,837            | 0,577            |
| 628º              | Pedra Bela                 | 0,677            | 0,671            | 0,796            | 0,581            |
| 628º              | Marabá Paulista            | 0,677            | 0,650            | 0,809            | 0,591            |
| 631º              | Guapiara                   | 0,675            | 0,634            | 0,806            | 0,602            |
| 632º              | Iaras                      | 0,674            | 0,664            | 0,848            | 0,543            |
| 633º              | Sete Barras                | 0,673            | 0,651            | 0,832            | 0,562            |
| 634º              | Balbinos                   | 0,669            | 0,690            | 0,809            | 0,537            |
| 635º              | Tejupá                     | 0,668            | 0,668            | 0,794            | 0,563            |
| 636º              | Buri                       | 0,667            | 0,642            | 0,799            | 0,578            |
| 637º              | Riversul                   | 0,664            | 0,634            | 0,799            | 0,577            |
| 638º              | Itapirapuã Paulista        | 0,661            | 0,595            | 0,816            | 0,594            |
| 639º              | Bom Sucesso de Itararé     | 0,660            | 0,605            | 0,775            | 0,613            |
| 639º              | Barra do Chapéu            | 0,660            | 0,617            | 0,779            | 0,599            |
| 640º              | Redenção da Serra          | 0,657            | 0,633            | 0,799            | 0,560            |
| 642º              | Natividade da Serra        | 0,655            | 0,664            | 0,814            | 0,520            |
| 643º              | Nova Campina               | 0,651            | 0,598            | 0,799            | 0,577            |
| 644º              | Barra do Turvo             | 0,641            | 0,625            | 0,792            | 0,532            |
| 645º              | Ribeirão Branco            | 0,639            | 0,592            | 0,797            | 0,553            |
| IDH-M baixo       |                            |                  |                  |                  |                  |
| nenhum município  |                            |                  |                  |                  |                  |
| IDH-M muito baixo |                            |                  |                  |                  |                  |
| nenhum município  |                            |                  |                  |                  |                  |